# Liste der gefallenen Adeligen auf Habsburger Seite in der Schlacht bei Sempach/S

## S
| Geschlecht                                          | Vorname(n)                                                                                          | Einheitsname                              | Stammsitz                                     | abweichende Schreibweisen | Quelle(n) | Anmerkungen | Wappen |
| --------------------------------------------------- | --------------------------------------------------------------------------------------------------- | ----------------------------------------- | --------------------------------------------- | --- | --- | --- | ------ |
| Saltzfass                                           | Burkart; Purgkhart; Burchart; Burkhart                                                              | Burkart Saltzfass                         | Aarau                                         | Saltzvas; Salzfass; Salzfaß | • Conrad Schnitt: Wappenbuch der Baslerischen Geschlechter, 1530 • Oesterreichische Verlustliste, 1488 • Thurgauer Chronik • Klingenberger Chronik von Johann von Klingenberg • Aegidius Tschudi: Chronicon Helveticum | „ritter und knecht von Schwaben“; „Item die von Araw“ |        |
| Schaffer bzw. Geben                                 | Lüthold; Lütold; Lutfrid; Thoman Lupffrid; Lüttfrid; Vitfridus; Lupfrid; Syfrid; Lutfrid; Lutfridus | Lüthold Schaffer                          | Freiburg im Breisgau                          | Schaffer; Schäffrer; Schieffer, Schüssen; Schütz; Schuser; Schussen; Schusser; Schutzen; Schützen; Tischer, Dietscher; Schüsser | • Eydgnössisch-schweytzerischer Regiments Ehren-Spiegel • Breisgauische Liederhandschrift, 1445 • Thurgauer Chronik • Chronik des Nicolaus Stulmann, 1407 • Oesterreichische Verlustliste, ca. 1484 • Luzerner Chronik des Melchior Russ, 1482 •Conrad Schnitt: Wappenbuch der Baslerischen Geschlechter, 1530 • Anonyme österreichische Chronik in Stuttgart, Handschrift 16. Jh. • Conrad Schnitt: Wappenbuch der Baslerischen Geschlechter • Zusätze zu Petermann Etterlins Chronik, 1531–1545 • Klingenberger Chronik von Johann von Klingenberg • Aegidius Tschudi: Chronicon Helveticum • Liste des Christian Wurstisen, nach 1580 | „Edelleuth“ „nobiles de provincia Brissgaude“ "Ritter" Die Herren Geben-Schüser/Schäfer sind eine bis heute bestehende Nebenlinie der Reichsküchenmeister von Rothenburg. und waren Stammesverwandt mit dem Hachbergischen Bannerträger Meyer-Niessen sowie den Freiherren von Pfirt. Hans Ulrich von Pfirt, der am 24. Juni einen Absagebrief an die Eidgenossen schickte. |        |
| Schaler                                             | Hans, Johans                                                                                        | Hans Schaler                              | Strassburg                                    | Schäler; Scholer, Schaller | • Jakob Twinger von Königshofen, Stiftsherr zu Straßburg, 1386 • Stadtchronik von Bern und Conrad Justingers Berner-Chronic, 1414/1420 • Luzerner Chronik von Melchior Russ, 1482 • Conrad Schnitt: Wappenbuch der Baslerischen Geschlechter, 1530 • Johann Viler: Chronica von Keisern, Paepsten, Eidgenossenschaft und Elsass | „ritter“; Mitglied im Löwenbund. Das in der Schlachtkapelle in Sempach dem Johannes Schaller von Straßburg zugeordnete Wappen scheint falsch zugeordnet zu sein. Das dort gezeigte Wappen hat oben in Blau einen goldenen und rotgezungten wachsenden Löwen, unten in Gold drei schwarze Ringe. Auf dem Helm mit blau-goldenen Decken der wachsende Löwe, welcher allem Anschein nach jedoch Lüthold Schaffer zuzuordnen ist. In einer Urkunde aus dem Jahr 1386, welche ein Johannes Schaler von Straßburg mitsiegelte, wird das Siegel wie folgt beschrieben: „mit rechts gekehrtem Helme mit Decken und als Helmzierde einen Mönchskopf, dessen Kapuze weit hinauf absteht, das Ganze eingeschlossen von Bogen, die sich an den Seiten in Ringe schlingen, in welchen sechsstralige Sterne, auf dem Grunde überall Zweige, Alles umgeben von einer gekrönten Linie, Umschr. † S’. DNI. IOhANIS. DCI. SCHOLER. MILITIS †“ Da diese Urkunde im Dezember 1386 ausgestellt wurde, muss sogar bezweifelt werden, dass überhaupt ein Schaler bei der Schlacht bei Sempach fiel. |        |
| Schatz                                              | Conradt; Cunrat                                                                                     | Conradt Schatz                            |                                               | Schage; Schatze | • Conrad Schnitt: Wappenbuch der Baslerischen Geschlechter, 1530 • Luzerner Chronik von Melchior Russ, 1482 • Zusätze zu Petermann Etterlins Chronik, 1531–1545 | „von Herrn, Rittern und knechten uss dem Brissgow, Elsass, und Schwoben“; „diese warent uss Mortnow“ |        |
| Schauenburg                                         | Johans                                                                                              | Johann von Schauenburg                    | Schauenburg                                   | Schowenburg, Schowenberg | • St. Blasianer Handschrift von Königshofens Chronik, 1403 • Petermann Etterlin’s Chronik, Basel, 1507 • Schlachtkapelle Sempach | „uss dem Etzschland“; in der St. Blasianer Handschrift von Königshofens Chronik bei den Rittern aus dem Breisgau aufgeführt; das Wappen in der Schlachtenkapelle ist jenes der Schauenburger aus der Ortenau |        |
| Schellenberg                                        | Heinrich; Hainricus; Hainrich;                                                                      | Heinrich von Schellenberg                 | Burg Neu-Schellenberg (Liechtenstein)         | Schällenberg; Schelenberg; Schellemberg; Stellenberg; Schellenberk                                                              | • Eydgnössisch-schweytzerischer Regiments Ehren-Spiegel • Stadtchronik von Bern und Conrad Justingers Berner-Chroni, 1414/1420 • Chronik des Benedictinerstiftes Zwettel in Österreich • Breisgauische Liederhandschrift, 1445 • Oesterreichische Verlustliste, 1488 • Oesterreichische Verlustliste, ca. 1484 • Thurgauer Chronik • Chronik des Benedictinerkosters Kremsmünster in Österreich • Oesterreichische Chronik des Veit Arenpeck, 1488–1495 • Conrad Schnitt: Wappenbuch der Baslerischen Geschlechter, 1530 • Jakob Twinger von Königshofen, Stiftsherr zu Straßburg; Luzerner Chronik von Melchior Russ, 1482 • Petermann Etterlin’s Chronik, Basel, 1507 • Johann Viler: Chronica von Keisern, Paepsten, Eidgenossenschaft und Elsass • Chronik des Nicolaus Stulmann, 1407 • Klingenberger Chronik von Johann von Klingenberg • Aegidius Tschudi: Chronicon Helveticum • Liste des Christian Wurstisen, nach 1580 | „Nobiles servi de Swewia“; "hienach volgen alle die so mit hertzog Lüpolt von Osterrich for Sempach erschlagen …. Und zuo Küngsfelden begdraben ligen - item ist zuo wüssen, das disse herren allein in eineme kasten gen Küngssfelden kommen sind und sinne rät und dienner gewesen sindt:"; „Pruni dictus Güzz“; „Item von der Ritterschafft aus Swaben“ |        |
| Schellenberg                                        | Johannes; Hanns; Hans; Johann                                                                       | Johannes von Schellenberg                 | Burg Neu-Schellenberg (Liechtenstein)         | Schowenberg | • Anonyme österreichische Chronik in Stuttgart, Handschrift 16. Jh. • Offenburgische Chronik, von 1520 • Eydgnössisch-schweytzerischer Regiments Ehren-Spiegel | „Schwaben“ |        |
| Schenk von Gösgen                                   | Heinrich; Henrich                                                                                   | Heinrich Schenk von Gössgen               | begütert bei Klingnau                         | Gösskenn; Göszkein; Goüsskein                                                                                                   | • Conrad Schnitt: Wappenbuch der Baslerischen Geschlechter, 1530 • Erhard von Appenwiler, Kaplan in Basel, Fortsetzung der Sächsischen Weltchronik, 1439 • Zusätze zu Petermann Etterlins Chronik, 1531–1545 • Liste des Christian Wurstisen, nach 1580 | „vss der Etsch“. Die Freiherren von Gösgen selbst starben bereits 1383 aus. |        |
| Schenken von Bremgarten                             | Werner; Wernher; Wernherus; Wernly; Bernhart; Hainr                                                 | Werner Schenk von Bremgarten              | Bremgarten (CH)                               | Schencke; Schenkh; Schennckh | • Conrad Schnitt: Wappenbuch der Baslerischen Geschlechter, 1530 • Oesterreichische Verlustliste, ca. 1484 • Thurgauer Chronik • Zusätze zu Petermann Etterlins Chronik, 1531–1545 • Chronik des Nicolaus Stulmann, 1407 • Luzerner Chronik von Melchior Russ, 1482 • Conrad Schnitt: Wappenbuch der Baslerischen Geschlechter, 1530 • Oesterreichische Verlustliste, 1488 • Breisgauische Liederhandschrift, 1445 • Frankfurter Verlustliste • Anonyme österreichische Chronik in Stuttgart, Handschrift 16. Jh. • Klingenberger Chronik von Johann von Klingenberg • Liste des Christian Wurstisen, nach 1580 | „von Brämgarten“; von Premgarten; von Prengarten |        |
| Schideler                                           | Thoman                                                                                              | Thoman Schideler                          |                                               | | Luzerner Chronik von Melchior Russ, 1482; | „diese warent uss Mortnow“; einzige Nennung |        |
| Schinen                                             | Hug; Haman                                                                                          | Hug von Schinen                           | Schwaben                                      | Schinow | • Conrad Schnitt: Wappenbuch der Baslerischen Geschlechter, 1530 • Erhard von Appenwiler, Kaplan in Basel, Fortsetzung der Sächsischen Weltchronik, 1439 • Zusätze zu Petermann Etterlins Chronik, 1531–1545 • Anonyme österreichische Chronik in Stuttgart, Handschrift 16. Jh. • Liste des Christian Wurstisen, nach 1580 | „von Würtemberg Diener“ |        |
| Schinesenhein? evtl. Schienenstein resp. Schönstein | Hainrich                                                                                            | Hainrich von Schönstein                   | Elsass (Schwaben?)                            | | Chronik des Nicolaus Stulmann, 1407 | „nobiles servi de Elsacia“; einzige Nennung | verm.  |
| Schlandersberg                                      | Peter; Wernli; Petrus; Petter;                                                                      | Peter von Schlandersberg                  | Burg Schlandersberg (Südtirol) oder Altenburg | Schlandersperg; Schlanden; Schandersberger; Schaldersperger; Slandersperg; Salndersperger; Slandperger; Slantersperger          | • Chronik des Nicolaus Stulmann, 1407 • Zusätze zu Könighofens Chronik, 1406 • Chronik des Thomas Ebendorfer von Haselbach, ca. 1440–1463 • Eydgnössisch-schweytzerischer Regiments Ehren-Spiegel • Thurgauer Chronik • Conrad Schnitt: Wappenbuch der Baslerischen Geschlechter, 1530 • Oesterreichische Verlustliste, 1488 • Oesterreichische Chronik des Veit Arenpeck, 1488–1495 • Chronik des Benedictinerkosters Kremsmünster in Österreich • Chronik des Benedictinerstiftes Zwettel in Österreich • Klingenberger Chronik von Johann von Klingenberg • Aegidius Tschudi: Chronicon Helveticum • Liste des Christian Wurstisen, nach 1580 | „schiltig ritter und knecht“; liegt in Königsfelden begraben |        |
| Schlaslangen?                                       | Merlinuns                                                                                           | Merlinus von Schlaslangen                 |                                               | | Oesterreichische Chronik des Veit Arenpeck, 1488–1495 | einzige Nennung |        |
| Schmertzenberg?                                     | Johann                                                                                              | Johann von Schmertzenberg                 |                                               | | Eydgnössisch-schweytzerischer Regiments Ehren-Spiegel | „Freyherr“; einzige Nennung |        |
| Schnellingen                                        | Johann; Hans; Hensslin; Hännsel, Johanß                                                             | Johann von Schnellingen                   | Etsch                                         | Schnellinger; Snelingen; Snellingen; Schnällinger                                                                               | • Zusätze zu Petermann Etterlins Chronik, 1531–1545 • Luzerner Chronik von Melchior Russ, 1482 • Conrad Schnitt: Wappenbuch der Baslerischen Geschlechter, 1530 • Offenburgische Chronik, von 1520 • Anonyme österreichische Chronik in Stuttgart, Handschrift 16. Jh. • Aegidius Tschudi: Chronicon Helveticum • Liste des Christian Wurstisen, nach 1580 | „diss warent ab der Etsche“; „der Tarant“ Es gab ein Rittergeschlecht von Schnellingen, das seinen Sitz auf Burg Schnellingen bei Haslach im Kinzigtal hatte. Die Chroniken berichten jedoch fast einheitlich von der Herkunft ab der Etsch. |        |
| Schnewlin                                           | Dietrich                                                                                            | Dietrich Schnewlin                        | Freiburg i. Br.                               | Kneblin; Schneuwly; Schnewli; Schnöwli; Snebelini                                                                               | • St. Blasianer Handschrift von Königshofens Chronik • Conrad Schnitt: Wappenbuch der Baslerischen Geschlechter, 1530 • Deutsche Chronik, bearbeitet nach Königshofen für Jakob von Stein von Bern, geschrieben von Melchior Rupp, Schulmeister von Schwyz, 1469 • Petermann Etterlin’s Chronik, Basel, 1507 • Stadtchronik von Bern und Conrad Justingers Berner-Chroni, 1414/1420 • Luzerner Chronik von Melchior Russ, 1482 • Oesterreichische Chronik des Veit Arenpeck, 1488–1495 • Jakob Twinger von Königshofen, Stiftsherr zu Straßburg • Schlachtkapelle Sempach | „von Friburg, zwen“ |        |
| Schnewlin                                           | Hans                                                                                                | Hans Schnewlin                            | Freiburg i. Br.                               | Kneblin; Schnewli; Schnöwli; Snebelini; Snewlin                                                                                 | • St. Blasianer Handschrift von Königshofens Chronik • Conrad Schnitt: Wappenbuch der Baslerischen Geschlechter, 1530 • Deutsche Chronik, bearbeitet nach Königshofen für Jakob von Stein von Bern, geschrieben von Melchior Rupp, Schulmeister von Schwyz, 1469 • Petermann Etterlin’s Chronik, Basel, 1507 • Stadtchronik von Bern und Conrad Justingers Berner-Chroni, 1414/1420 • Luzerner Chronik von Melchior Russ, 1482 • Oesterreichische Chronik des Veit Arenpeck, 1488–1495 • Jakob Twinger von Königshofen, Stiftsherr zu Straßburg • Schlachtkapelle Sempach | „von Friburg, zwen“ |        |
| Schnewlin Berenlapp                                 | Henmann                                                                                             | Henmann von Berenlapp                     | Freiburg i. Br.                               | Berenlape; Berenlope | • Conrad Schnitt: Wappenbuch der Baslerischen Geschlechter, 1530 • Zusätze zu Petermann Etterlins Chronik, 1531–1545 | von Herrn, Rittern und knechten uss dem Brissgow, Elsass, und Schwoben |        |
| Schnewlin Berenlapp                                 | Thoman; Thomas                                                                                      | Thoman von Berenlapp                      | Freiburg i. Br.                               | Berler; Bernlapp; Bernoupp; Bilappe; Lerlap, Bernlop                                                                            | • Conrad Schnitt: Wappenbuch der Baslerischen Geschlechter, 1530 • Zusätze zu Petermann Etterlins Chronik, 1531–1545 • Liste des Christian Wurstisen, nach 1580 | von Herrn, Rittern und knechten uss dem Brissgow, Elsass, und Schwoben „miles von Friburg“ |        |
| Schnewlin-Wiger                                     | Hanman; Haman; Hermann; Henman; Wilham; Hainricus; Hanmann; Hans Oswalt, Amman; Henmannus           | Haman Schnewlin-Wiger                     | Weyher bei Emmendingen                        | Wyger; Wigerhusz; Wighaus; Wighoss; Wighus; Wigkhuss; Winhus; Wyghus; Wyghusen, Wighusz                                         | • Breisgauische Liederhandschrift, 1445 • Anonyme österreichische Chronik in Stuttgart, Handschrift 16. Jh. • Oesterreichische Verlustliste, 1488 • Zusätze zu Petermann Etterlins Chronik, 1531–1545 • Oesterreichische Verlustliste, ca. 1484 • Conrad Schnitt: Wappenbuch der Baslerischen Geschlechter, 1530 • Chronik des Nicolaus Stulmann, 1407 • Thurgauer Chronik • Frankfurter Verlustliste; • Eydgnössisch-schweytzerischer Regiments Ehren-Spiegel • Liste des Christian Wurstisen, nach 1580 | „Von Pasel der grossen stat“; „ritter und knecht von Friburg“; „die hernach geschriben sind ausz dem Elssäsz“ |        |
| Schnewlin-Wiger                                     | Oswaldt; Oßwald; Ostwaldus; Oswalt; Oschwald; Oschwalt; Ozwalt; Hans Oswalt                         | Oswald Schnewllin-Wiger                   | Weyher bei Emmendingen                        | Wyger; Wigerhusz; Wighaus; Wighoss; Wighus; Wigkhuss; Winhus; Wyghus; Wyghusen                                                  | • Anonyme österreichische Chronik in Stuttgart, Handschrift 16. Jh. • Eydgnössisch-schweytzerischer Regiments Ehren-Spiegel • Chronik des Nicolaus Stulmann, 1407 • Luzerner Chronik von Melchior Russ, 1482 • Oesterreichische Verlustliste, ca. 1484 • Conrad Schnitt: Wappenbuch der Baslerischen Geschlechter, 1530 • Thurgauer Chronik • Zusätze zu Petermann Etterlins Chronik, 1531–1545 • Breisgauische Liederhandschrift, 1445 | „nobiles de provincia Brissgaude“; „diese warent uss Mortnow“; „ritter und knecht von Friburg“ |        |
| Schönau                                             | Hans Hürus: Hürz; Hurus; Hüring; Hurrus; Hug; Hugo; Huruss;                                         | Hans Hürus von Schönau                    | Schönau, Elsass                               | Schoenaw; Schömaw; Schonaw; Schonouw; Schönouwe; Schonöw; Schönouwen;                                                           | • Schlachtkapelle Sempach • Oesterreichische Chronik des Veit Arenpeck, 1488–1495 • Eydgnössisch-schweytzerischer Regiments Ehren-Spiegel • Johann Viler: Chronica von Keisern, Paepsten, Eidgenossenschaft und Elsass • Anonyme österreichische Chronik in Stuttgart, Handschrift 16. Jh. • Conrad Schnitt: Wappenbuch der Baslerischen Geschlechter, 1530 • Luzerner Chronik von Melchior Russ, 1482 • Jakob Twinger von Königshofen, Stiftsherr zu Straßburg • Stadtchronik von Bern und Conrad Justingers Berner-Chroni, 1414/1420 • Deutsche Chronik, bearbeitet nach Königshofen für Jakob von Stein von Bern, geschrieben von Melchior Rupp, Schulmeister von Schwyz, 1469 • St. Blasianer Handschrift von Königshofens Chronik • Petermann Etterlin’s Chronik, Basel, 1507 • Oesterreichische Verlustliste, 1488 • Aegidius Tschudi: Chronicon Helveticum • Liste des Christian Wurstisen, nach 1580 | „zwen und des einen tochterman“; „Der Hurraus vom Elsäs“; „genant Hürus“ Es bleibt zu klären, ob Hans nicht identisch ist mit Rudolf v.S. |        |
| Schönau                                             | Petterman; Rudolph; Rudolphus; Rudolff; Rudlolf; Ruedulfus; Hugo; Rüdi; Hug;                        | Hugo Peter Rudolf von Schönau             | Wehr/Baden, Schwarzwald                       | Schonouw; Horus; Hürbs; Hurus; Huruss; Schonauwe; Schönaw; Schönnow; Schonouw;                                                  | • Schlachtkapelle Sempach • Conrad Schnitt: Wappenbuch der Baslerischen Geschlechter, 1530 • Eydgnössisch-schweytzerischer Regiments Ehren-Spiegel • Chronik des Nicolaus Stulmann, 1407 • Oesterreichische Verlustliste, ca. 1484 • Breisgauische Liederhandschrift, 1445 • Luzerner Chronik von Melchior Russ, 1482 • Frankfurter Verlustliste • Chronik des Benedictinerkosters Kremsmünster in Österreich • Anonyme österreichische Chronik in Stuttgart, Handschrift 16. Jh. • Thurgauer Chronik • Petermann Etterlin’s Chronik, Basel, 1507 • Klingenberger Chronik von Johann von Klingenberg | „sin sun“ (Hürus’); „genannt Hürus“; „dictus Huerus“; „den man nempt der alt hüruss“ |        |
| Schönau                                             | Walther                                                                                             | Walther von Schönau                       | Wehr/Baden, Schwarzwald                       | Schonouw | • Schlachtkapelle Sempach • Conrad Schnitt: Wappenbuch der Baslerischen Geschlechter, 1530 | „sin brouder“ |        |
| Schönegg?                                           | Werner                                                                                              | Werner von Schönegg                       |                                               | | Eydgnössisch-schweytzerischer Regiments Ehren-Spiegel | |        |
| Schrighusen?                                        | Hemman                                                                                              | Hemman von Schrighusen                    |                                               | | Luzerner Chronik von Melchior Russ, 1482 | „diss warent von Strasburg und uss dem Elsass“ |        |
| Schrofenstein                                       | Unbekannt                                                                                           | Unbekannt von Schrofenstein               |                                               | | • Aegidius Tschudi: Chronicon Helveticum | „Ab der Etsch“ „eine von Schrofenstein“; einzige Nennung |        |
| Schultheiss                                         | Diethelm; Dietrich; Dietlin                                                                         | Diethelm der Schultheiss von Schaffhausen | Schaffhausen                                  | Schulthais; Schulthawss; Schultheis; Scultetus                                                                                  | • Thurgauer Chronik • Oesterreichische Verlustliste, 1488 • Anonyme österreichische Chronik in Stuttgart, Handschrift 16. Jh. • Breisgauische Liederhandschrift, 1445 • Conrad Schnitt: Wappenbuch der Baslerischen Geschlechter, 1530 • Oesterreichische Verlustliste, ca. 1484 • Chronik des Nicolaus Stulmann, 1407 • Zusätze zu Petermann Etterlins Chronik, 1531–1545 • Liste des Christian Wurstisen, nach 1580 | „von Schaffhausen - Des von Wirttenbergs diener“ „de Scaphusa“ |        |
| Schupfner                                           | Hermann; Hamman                                                                                     | Hermann Schupfner                         |                                               | Schupffner; Schupfman | • Conrad Schnitt: Wappenbuch der Baslerischen Geschlechter, 1530 • Thurgauer Chronik • Klingenberger Chronik von Johann von Klingenberg | „von Türikon“; „von turikem“ |        |
| Schwaben                                            | | siehe Waldburg                            |                                               | | | |        |
| Schwandegg                                          | Hans; Hanns; Johann; Hanns                                                                          | Hans von Schwandegg (von Eschenz)         | Schaffhausen, Schloss Schwandegg?             | Schwandeckh; Schwandeg; Schwandegg; Schwandegk; Schwandegkh; Swandeck; Swanndegk                                                | • Oesterreichische Verlustliste, 1488 • Eydgnössisch-schweytzerischer Regiments Ehren-Spiegel • Thurgauer Chronik • Chronik des Nicolaus Stulmann, 1407 • Breisgauische Liederhandschrift, 1445 • Oesterreichische Verlustliste, ca. 1484 • Conrad Schnitt: Wappenbuch der Baslerischen Geschlechter, 1530 • Anonyme österreichische Chronik in Stuttgart, Handschrift 16. Jh. • Zusätze zu Petermann Etterlins Chronik, 1531–1545 • Klingenberger Chronik von Johann von Klingenberg • Liste des Christian Wurstisen, nach 1580 | „der Lang - Des von Wirttenbergs diener“; „Item von Schaffhawsen“. Hanhart führt Hans von Schwandegg und Kunrad von Wagenhausen als die beiden gefallenen Söhne des Hamann von Eschenz auf. |        |
| Seheim                                              | Hartman; Harmannus; Hermannus                                                                       | Hartman von Seheim                        | Burg Landegg (Toggenburg)                     | Secham; Sechen; Sechenn; Sechsen; Sehaym; Sehen; Sehm                                                                           | • Oesterreichische Verlustliste, 1488 • Zusätze zu Petermann Etterlins Chronik, 1531–1545 • Conrad Schnitt: Wappenbuch der Baslerischen Geschlechter, 1530 • Thurgauer Chronik • Chronik des Benedictinerstiftes Zwettel in Österreich • Chronik des Nicolaus Stulmann, 1407 • Frankfurter Verlustliste • Klingenberger Chronik von Johann von Klingenberg • Liste des Christian Wurstisen, nach 1580 | "de Swewia"; "von Schwabenn"; liegt in Königsfelden begraben |        |
| Selder                                              | Thoman                                                                                              | Thoman Selder                             | Neuenburg                                     | Sayler; Sedler | • Oesterreichische Verlustliste, 1488 • Anonyme österreichische Chronik in Stuttgart, Handschrift 16. Jh. • Conrad Schnitt: Wappenbuch der Baslerischen Geschlechter, 1530 • Zusätze zu Petermann Etterlins Chronik, 1531–1545 • Liste des Christian Wurstisen, nach 1580 | „Item Newnburg vom Rein“; „de Brisaco“ |        |
| Signau                                              | Hanman; Hammann; Haman; Hemman; Henmannus                                                           | Hanman von Signau                         | Burgdorf                                      | Signaw; Signouw; Sygenouwe; Singow                                                                                              | • Eydgnössisch-schweytzerischer Regiments Ehren-Spiegel • Breisgauische Liederhandschrift, 1445 • Oesterreichische Chronik des Veit Arenpeck, 1488–1495 • Oesterreichische Verlustliste, ca. 1484 • Chronik des Nicolaus Stulmann, 1407 • Luzerner Chronik von Melchior Russ, 1482 • Liste des Christian Wurstisen, nach 1580 | „zwen“ |        |
| Signau                                              | Herman                                                                                              | Hanman von Signau                         | Burgdorf                                      | Signouw; | • Conrad Schnitt: Wappenbuch der Baslerischen Geschlechter, 1530 • Zusätze zu Petermann Etterlins Chronik, 1531–1545 | "zwen"; "der Lang - Des von Wirttenbergs diener" |        |
| Spärbereck?                                         | Bernhard                                                                                            | Bernhard Spärbereck                       |                                               | | Eydgnössisch-schweytzerischer Regiments Ehren-Spiegel | einzige Nennung |        |
| Spät Eselen?                                        | | siehe Eseulon                             |                                               | | | |        |
| Stadler?                                            | Hainrich                                                                                            | Hainrich Stadler                          |                                               | | Oesterreichische Verlustliste, 1488 | einzige Nennung |        |
| Starckmaister                                       | Conrad; Cunrad; Cuonrat                                                                             | Conrad Starckmaister                      | Freiburg?                                     | Starkmaister | • Oesterreichische Verlustliste, 1488 • Thurgauer Chronik • Klingenberger Chronik von Johann von Klingenberg | „ritter und knecht von Friburg“; „Item die von Fridburg“ |        |
| Staufen                                             | Götz; Gotho; Götzo; Gotz; Gotzman; Götzman; Götzmannus                                              | Götz von Staufen                          | Staufen                                       | Stauffen; Stöffeln; Stoffen; Stouffen;                                                                                          | • Eydgnössisch-schweytzerischer Regiments Ehren-Spiegel • Anonyme österreichische Chronik in Stuttgart, Handschrift 16. Jh. • Oesterreichische Verlustliste, ca. 1484 • Chronik des Nicolaus Stulmann, 1407 • Stuttgarter Annalen • Conrad Schnitt: Wappenbuch der Baslerischen Geschlechter, 1530 • Breisgauische Liederhandschrift, 1445 • Frankfurter Verlustliste • Oesterreichische Verlustliste, 1488 • Zusätze zu Petermann Etterlins Chronik, 1531–1545 • Liste des Christian Wurstisen, nach 1580 | „nobiles de provincia Brissgaude“; „Die paner herren“; liegt in Königsfelden begraben „miles“ |        |
| Staufen                                             | Hans Ulrich; Ulrich; Vlrich; Ulricus Welti; Heinrich; Ludwig; Uolrich; Wilhalm; Volrich             | Hans Ulrich von Staufen                   | Staufen                                       | Stauffen; Stöffeln; Stoffen; Stouffen;                                                                                          | • Eydgnössisch-schweytzerischer Regiments Ehren-Spiegel • Anonyme österreichische Chronik in Stuttgart, Handschrift 16. Jh. • Oesterreichische Verlustliste, ca. 1484 • Chronik des Nicolaus Stulmann, 1407 • Stuttgarter Annalen • Conrad Schnitt: Wappenbuch der Baslerischen Geschlechter, 1530 • Breisgauische Liederhandschrift, 1445 • Frankfurter Verlustliste • Oesterreichische Verlustliste, 1488 • Zusätze zu Petermann Etterlins Chronik, 1531–1545 • Klingenberger Chronik von Johann von Klingenberg • Aegidius Tschudi: Chronicon Helveticum • Liste des Christian Wurstisen, nach 1580 | „nobiles de provincia Brissgaude“; „Die paner herren“; „miles“ |        |
| Stain                                               | Conradus; Conrat; Cunradt; Cunradus; Cuntz; Cuonrat; Cunrat                                         | Conrad vom Stain                          | Schwaben                                      | Stain; Steinheim, Stein | • Chronik des Benedictinerstiftes Zwettel in Österreich • Chronik des Nicolaus Stulmann, 1407 • Schwäbische Chronik • Breisgauische Liederhandschrift, 1445 • Oesterreichische Verlustliste, ca. 1484 • Thurgauer Chronik • Stuttgarter Annalen • Eydgnössisch-schweytzerischer Regiments Ehren-Spiegel • Anonyme österreichische Chronik in Stuttgart, Handschrift 16. Jh. • Zusätze zu Petermann Etterlins Chronik, 1531–1545 • Luzerner Chronik von Melchior Russ, 1482 • Conrad Schnitt: Wappenbuch der Baslerischen Geschlechter, 1530 • Klingenberger Chronik von Johann von Klingenberg • Aegidius Tschudi: Chronicon Helveticum • Liste des Christian Wurstisen, nach 1580 | „Item von der Ritterschafft aus Swaben“; „capitaneus Schaffhusensis“; „Freyherr“ |        |
| Stain                                               | Heinrich; Hartmann                                                                                  | Heinrich vom Stain                        |                                               | Steyn; Steyne; Stein | • Eydgnössisch-schweytzerischer Regiments Ehren-Spiegel • Johann Viler: Chronica von Keisern, Paepsten, Eidgenossenschaft und Elsass • Stadtchronik von Bern und Conrad Justingers Berner-Chroni • 1414/1420 • Petermann Etterlin’s Chronik, Basel, 1507 • Jakob Twinger von Königshofen, Stiftsherr zu Straßburg • Aegidius Tschudi: Chronicon Helveticum | „ritter“ |        |
| Statz                                               | Rudolff                                                                                             | Rudolff Statz                             | Freiburg i. Br.                               | Staczin | Frankfurter Verlustliste | „Hn. Rudolff sun“; einzige Nennung; Der Ritter Rudolf Statz(e), stiftete am 31. Juli 1386 ein Pfründe im Freiburger Münster. Darin gedenkt er u. a. seines verstorbenen Sohnes. Es ist daher anzunehmen, dass der hier genannte Rudolf nicht fiel, sondern lediglich dessen Sohn (verm. Conrad). |        |
| Statz                                               | Cunradus; Cunrad; Conrat; Cuonrat                                                                   | Conrat Statz                              | Freiburg i. Br.                               | Statz; Steutz | • Conrad Schnitt: Wappenbuch der Baslerischen Geschlechter, 1530 • Klingenberger Chronik von Johann von Klingenberg • Liste des Christian Wurstisen, nach 1580 | "ritter und knecht von Friburg"; „nobiles de provincia Brissgaude“; "von der Ritterschafft aus dem Preisgew" Eventuell identisch mit dem unten genannten Conrad Stör; „miles von Friburg“ |        |
| Sternfels?                                          | Eberhard                                                                                            | Eberhard von Sternfels                    |                                               | Sternfelß | Eydgnössisch-schweytzerischer Regiments Ehren-Spiegel | einzige Nennung |        |
| Stocker                                             | Heinrich; Hainrich; Hainr                                                                           | Heinrich Stocker                          | Elsass                                        | Starkher; Stockir; Stegher; Stekget                                                                                             | • Anonyme österreichische Chronik in Stuttgart, Handschrift 16. Jh. • Thugauer Chronik • Conrad Schnitt: Wappenbuch der Baslerischen Geschlechter, 1530 • Eydgnössisch-schweytzerischer Regiments Ehren-Spiegel • Frankfurter Verlustliste • Klingenberger Chronik von Johann von Klingenberg • Aegidius Tschudi: Chronicon Helveticum • Liste des Christian Wurstisen, nach 1580 | „von Brunnentrut“; „die hernach geschriben sind ausz dem Elssäsz“; „von Bruntrut“ |        |
| Stocker                                             | Johann; Hanns; Hans                                                                                 | Johann Stocker                            | Elsass                                        | Stegher; Stekget; | • Breisgauische Liederhandschrift, 1445 • Eydgnössisch-schweytzerischer Regiments Ehren-Spiegel • Oesterreichische Verlustliste, ca. 1484 | „die hernach geschriben sind ausz dem Elssäsz“ |        |
| Stopler?                                            | Gebhart                                                                                             | Gebhart Stopler                           | Schaffhausen                                  | | Conrad Schnitt: Wappenbuch der Baslerischen Geschlechter, 1530 | „von Schaffhussen“ |        |
| Stör                                                | Cuntz; Cuno; Conratus; Contz; Countz; Contze, Cunrat                                                | Conrad Stör                               | Empstain; Engshain; Sultz?                    | Star; Stor; Störe, Storn, Störr                                                                                                 | • Thurgauer Chronik; Eydgnössisch-schweytzerischer Regiments Ehren-Spiegel • Chronik des Nicolaus Stulmann, 1407 • Breisgauische Liederhandschrift, 1445 • Oesterreichische Verlustliste, ca. 1484 • Conrad Schnitt: Wappenbuch der Baslerischen Geschlechter, 1530 • Erhard von Appenwiler, Kaplan in Basel, Fortsetzung der Sächsischen Weltchronik, 1439 • Zusätze zu Petermann Etterlins Chronik, 1531–1545 • Anonyme österreichische Chronik in Stuttgart, Handschrift 16. Jh. • Johann Viler: Chronica von Keisern, Paepsten, Eidgenossenschaft und Elsass • Petermann Etterlin’s Chronik, Basel, 1507 • Jakob Twinger von Königshofen, Stiftsherr zu Straßburg • Frankfurter Verlustliste • Luzerner Chronik von Melchior Russ, 1482 • Stadtchronik von Bern und Conrad Justingers Berner-Chroni, 1414/1420 • Deutsche Chronik, bearbeitet nach Königshofen für Jakob von Stein von Bern, geschrieben von Melchior Rupp, Schulmeister von Schwyz, 1469 • Klingenberger Chronik von Johann von Klingenberg • Aegidius Tschudi: Chronicon Helveticum • Liste des Christian Wurstisen, nach 1580 | Die Thurgauer Chronik nennt ihn „Cuntz Star von Empstain“, ähnlich bei Klingenberg „Courat Stör v. Empshaim“. Ein derartiges Geschlecht ist jedoch nicht bekannt, daraus lässt sich schließen, dass es sich hierbei um eine Ortsangabe und nicht um einen Namen handelt. Auch die Nennung bei Melchior Russ ist verwirrend. Er nennt ihn „Stör von Sultz“ wie auch Conrad Justinger. Der überwiegende Teil der Chronisten nennt ihn jedoch Cuntz Stör. „von Appenstein“ |        |
| Stötzer                                             | Hainrich                                                                                            | Hainrich Stötzer                          | Elsass                                        | Stoster | • Oesterreichische Verlustliste, ca. 1484 • Breisgauische Liederhandschrift, 1445 | |        |
| Stühlingen                                          | Egnolff; Egloff; Egenolff; Engenolff; Egelolfus                                                     | Egnolff von Stühlingen                    | Stühlingen                                    | Stülingen; Stüsslingen; Stulingen; Stoullingen; Süßlingen; Tusslingen                                                           | • Luzerner Chronik von Melchior Russ, 1482 • Zusätze zu Petermann Etterlins Chronik, 1531–1545 • Chronik des Nicolaus Stulmann, 1407 • Anonyme österreichische Chronik in Stuttgart, Handschrift 16. Jh. • Breisgauische Liederhandschrift, 1445 • Thurgauer Chronik • Oesterreichische Verlustliste, ca. 1484 • Conrad Schnitt: Wappenbuch der Baslerischen Geschlechter, 1530 • Eydgnössisch-schweytzerischer Regiments Ehren-Spiegel • Liste des Christian Wurstisen, nach 1580 | „nobiles de provincia Brissgaude“; „von der Ritterschafft aus dem Preisgew“; „von Friburg“ |        |
| Stuffner                                            | Hammann                                                                                             | Hammann Stuffner                          | Elsass                                        | | • Aegidius Tschudi: Chronicon Helveticum | „Ritter von Turrikon“ |        |
| Sulz                                                | Hanns Bernhart; Graut, Bernhart; Hans Bernhart; Grautt                                              | Hans Bernhart von Sulz                    | Rottweil                                      | Slutz; Sultz | • Conrad Schnitt: Wappenbuch der Baslerischen Geschlechter, 1530 • Thurgauer Chronik • Oesterreichische Verlustliste, 1488 • Klingenberger Chronik von Johann von Klingenberg | „Graff“ |        |